# Praeconvoluta stephania
Praeconvoluta stephania är en plattmaskart som beskrevs av Faubel och Regier 1983. Praeconvoluta stephania ingår i släktet Praeconvoluta och familjen Isodiametridae. Inga underarter finns listade i Catalogue of Life.